# Protula intestinum
La Protula rossa (Protula intestinum (Lamarck, 1818)) è una specie di policheti sedentari appartenenti alla famiglia Serpulidae.
Caratterizzata dalla colorazione rossa della duplice corolla, come la simile Protula tubularia con la quale si può confondere ma che solitamente va dal bianco al rosso, questo verme serpulide grande vive, solitario o in gruppi, aggrappato alle pietre dei fondali coralligeni grazie al tubo calcareo dove si rifugia se disturbato.
Il corpo del verme è costituito da una testa, un corpo cilindrico, segmentato per le fasi di crescita dell'individuo e di colore bianco per la sostanza secreta , e una coda. La testa è composta da un prostomio (parte davanti all'apertura della bocca) e da un peristomio (parte intorno alla bocca) e porta appendici accoppiate (palpi, antenne e cirri).

## Distribuzione
La specie è distribuita sulle coste del Mar Mediterraneo.